# Saint-Cyr-le-Chatoux
Saint-Cyr-le-Chatoux är en kommun i departementet Rhône i regionen Auvergne-Rhône-Alpes i östra Frankrike. Kommunen ligger i kantonen Gleizé som tillhör arrondissementet Villefranche-sur-Saône. År 2022 hade Saint-Cyr-le-Chatoux 156 invånare.

## Befolkningsutveckling
Antalet invånare i kommunen Saint-Cyr-le-Chatoux
| Referens: INSEE |